# Ecolotrip
 (juillet 2024).
 (septembre 2024).

Ecolotrip, (en français,« voyage écologique »), est un réseau de jeunes francophones qui œuvrent pour la protection de l’environnement et contre les changements climatiques à travers des activités et projets afférents aux objectifs du développement durable. L'activiste Claude Sodokin en est le fondateur.

## Activités

### Les Week-eco
Week-Eco, l'activité phare de Ecolotrip, met en réseau et renforce la capacité des jeunes activistes du climat et entrepreneurs verts. Chaque année, le réseau lance un appel à candidature pour sélectionner des jeunes francophones sur la base de leur engagement entrepreneurial et écologique. Une fois selectionnés, ces jeunes participent à une assemblée, des ateliers d'échanges, d'apprentissages et des concours de projets durant des jours dans une ville choisie par les organisateurs ,.

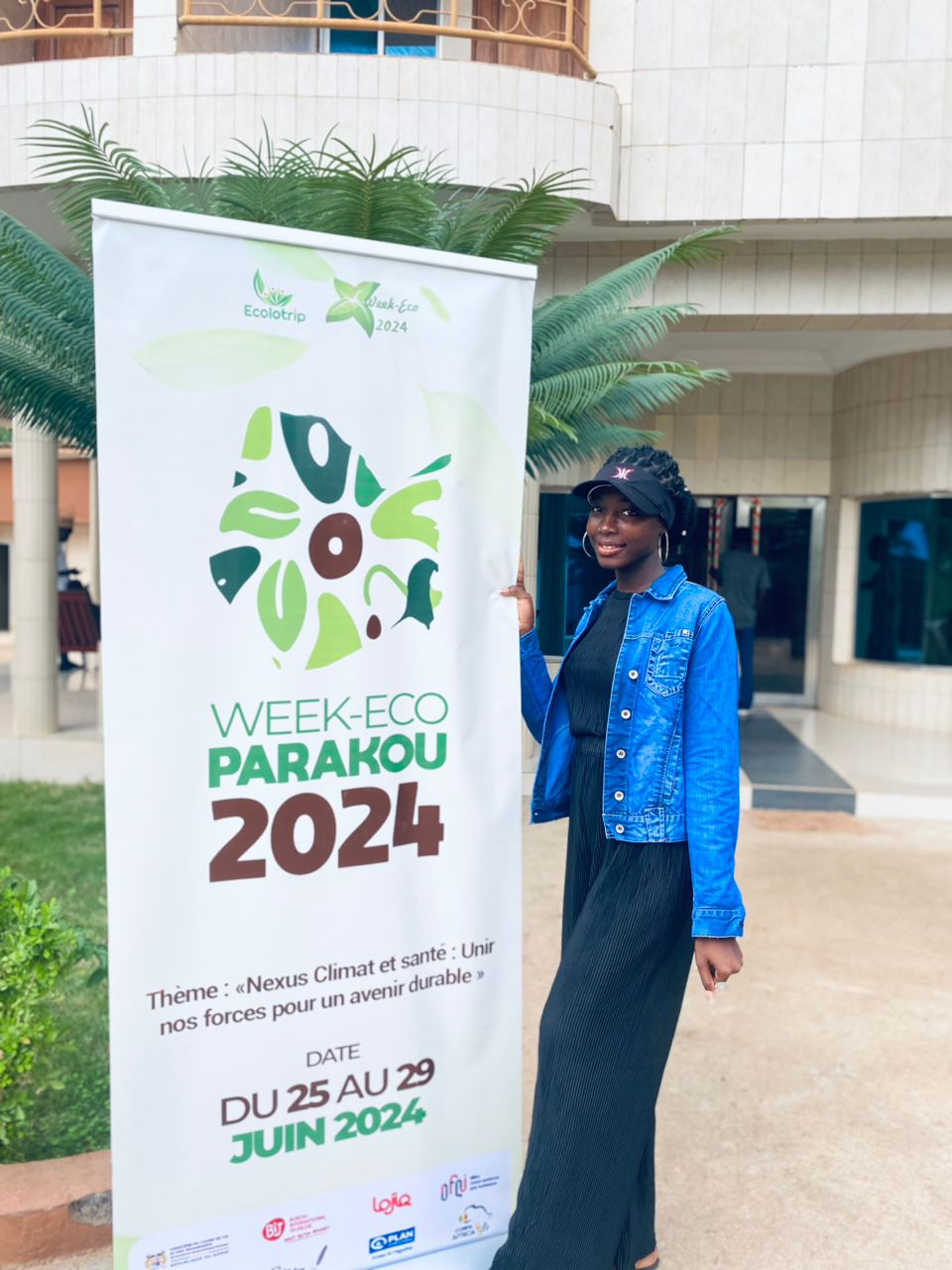
Week-eco 2024 à Parakou au Bénin

#### Week-eco 2022
En août 2022, les journées de Week eco se sont tenues au Togo avec pour objectif d'associer des jeunes aux problématiques environnementales débattues lors des conférences mondiales telles que la COP 27 en Egypte.

#### Week-eco 2023
Soutenu par les Offices jeunesse internationaux du Québec, Ecolotrip organise à Yamoussoukro la 5e édition de Week-eco sous les auspices du ministère de la Promotion de la jeunesse de l’insertion professionnelle en juin 2023. Des jeunes francophones venus de divers pays francophones ont échangé sur le thème des innovations, de la transition énergétique et de la résilience climatique.

#### Week-eco 2024
En juin 2024, la ville de Parakou au Bénin abrite la 6e édition du Week-eco ayant rassemblé des jeunes francophones d'Afrique, d'Europe et d'Amérique engagés dans la lutte contre les changements climatiques et la protection de l'environnement.
Les participants ont assisté à une conférence sur la thématique « Nexus climat-santé : Unir nos forces pour un avenir durable» et sont répartis dans des ateliers de formations sur le compostage, la fabrication de serviettes hygiéniques recyclables...